# Cầu Louis-Philippe
Cầu Louis-Philippe (tiếng Pháp: Pont Louis-Philippe) là một cây cầu bắc qua sông Seine ở trung tâm thủ đô Paris của Pháp. Cây cầu này nối liền đảo Saint-Louis với khu Saint-Gervais (đều thuộc quận 4).
| Métro Paris | Bến tàu điện ngầm: Pont Marie |

## Lịch sử
Ngày 29 tháng 7 năm 1833, nhân dịp lên ngôi, vua Louis-Philippe I đã ra lệnh xây dựng một cây cầu treo để nối liền phần đầu của đảo Saint-Louis với bờ phải sông Seine. Được giao xây dựng cây cầu là Marc Séguin, cây cầu này cắt chéo sông Seine đến tận kè Fleurs và đi ngang qua đảo Saint-Louis. Công trình được mở cửa lưu thông ngày 26 tháng 7 năm 1834. Trong thời gian Cách mạng Pháp 1848 cầu bị thiêu rụi và được xây dựng lại năm 1852 với tên Cầu Réforme (Pont de la Réforme - Cầu Cải cách).
Sau khi phải đối mặt với sự gia tăng lưu lượng người qua lại, người ta phải phá huỷ cây cầu này để xây dựng cây cầu hiện tại với kết cấu vững chắc hơn vào năm 1860. Công trình được giao cho các kỹ sư Edmond-Jules Féline-Romany và Jules Savarin, việc xây dựng được tiến hành từ tháng 8 năm 1860 đến tháng 4 năm 1862, cầu mới dịch lên một chút về phía thượng lưu so với cầu cũ. Cầu có chiều dài tổng cộng 100 m, rộng 15,2 m. Các trụ cầu rộng 4 m ở giữa sông Seine được trang trí bằng các vòng lá bằng đá bao quanh một bông hồng bằng kim loại. Từ đó đến nay cầu được giữ gần như nguyên vẹn, chỉ có phần lan can bằng đá do xuống cấp đã được thay thế bằng lan can mới được làm giống hệt vào năm 1995.

## Hình ảnh

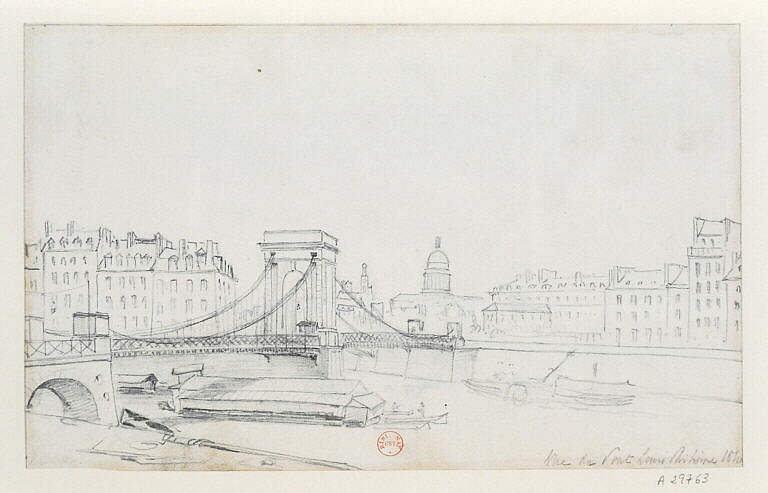
Cầu năm 1840
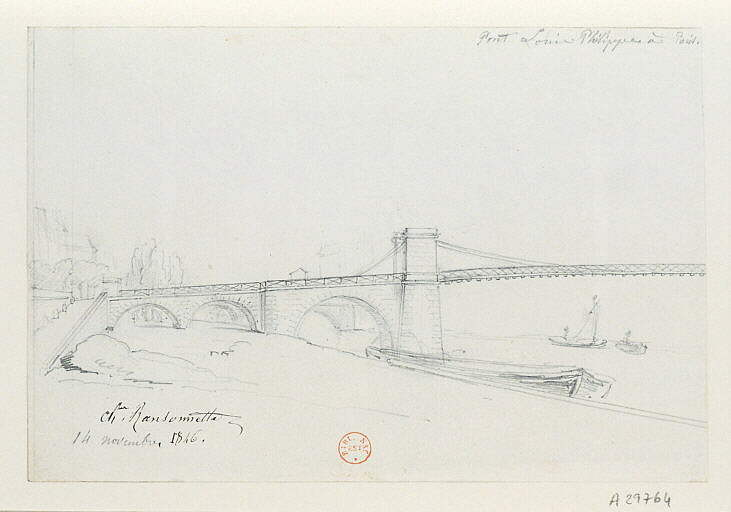
Cầu năm 1846
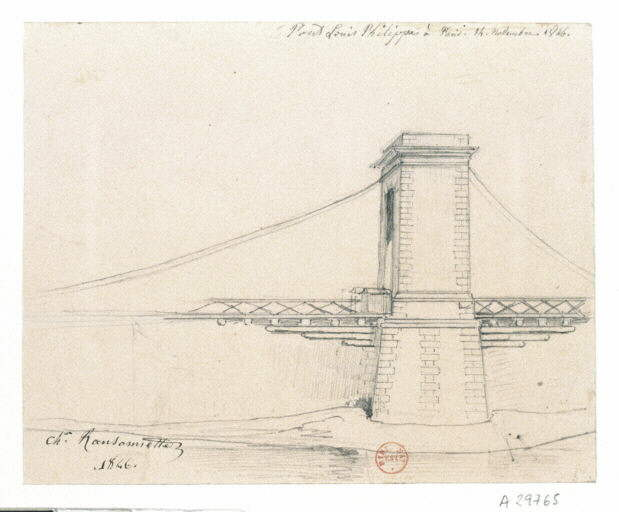
Cầu năm 1846